# Club de Fútbol Sporting Mahonés
Maillots

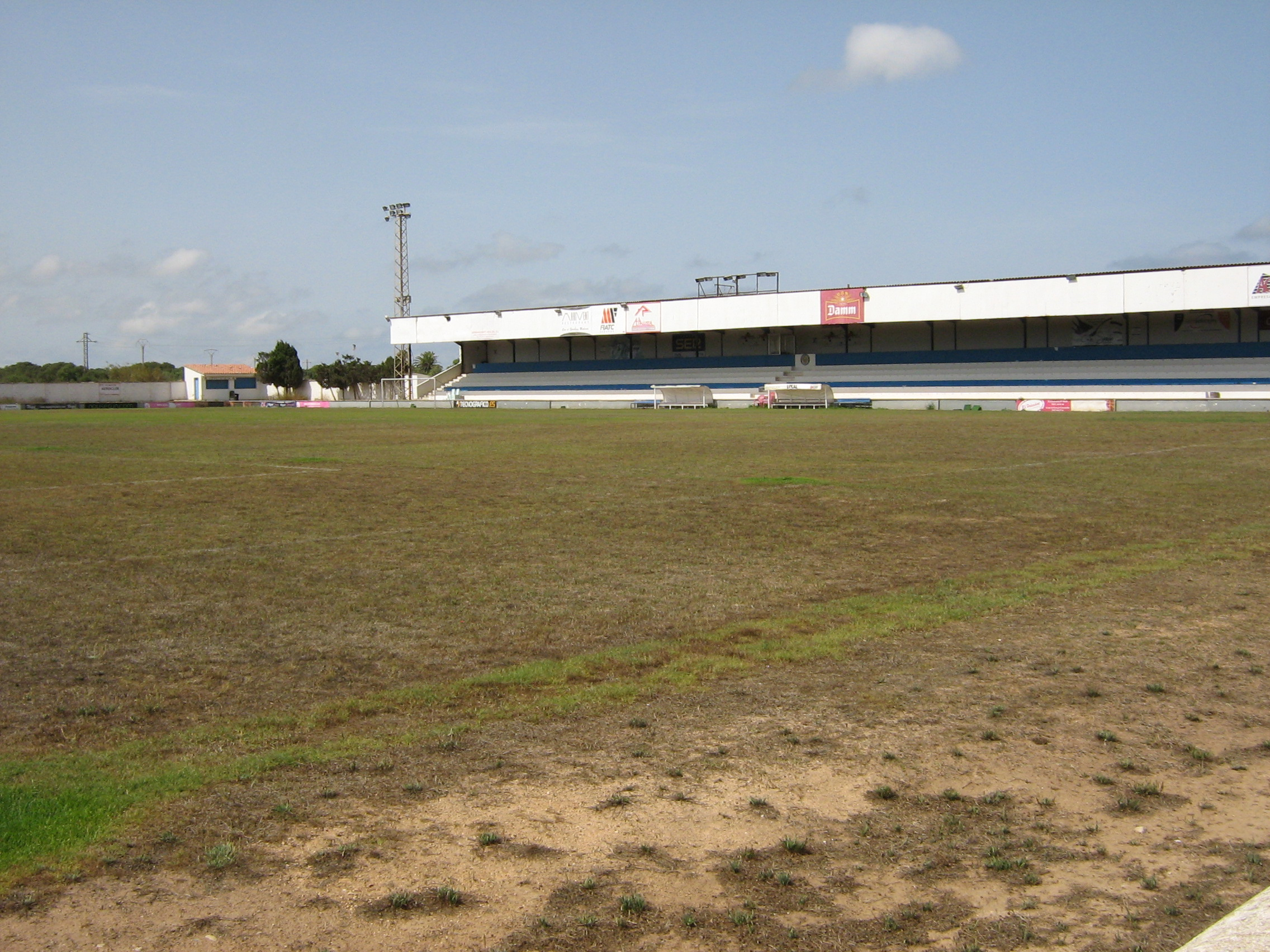
Vue du terrain du Stade Bintaufa.

Le Club de Fútbol Sporting Mahonés, plus couramment abrégé en Sporting Mahonés, est un ancien club espagnol de football fondé en 1974 puis disparu en 2013 et basé dans la ville de Maó, sur l'île de Minorque dans les îles Baléares.
Le club joue ses matchs à domicile au Stade Bintaufa, doté de 3 000 places.

## Histoire
Le Sporting Mahonés est le résultat de la fusion en juillet 1974 de deux équipes rivales de Mahon en difficulté financière, le Club Deportivo Menorca et l'Union Deportiva Mahon. Le club commence son aventure au sein des divisions régionales du football des Baléares, avant de rejoindre la troisième division espagnole en 1977-78.
Le 24 janvier 2012, l'équipe annonce son retrait de la quatrième division à la mi-saison à la suite du départ de pratiquement toute l'équipe professionnelle. Avec des dettes de plus de 230 000 € et un embargo sur les transferts, le club ne peut donc pas aligner une équipe pour le reste de la saison. Le dernier match du club est une défaite 0-6 contre l'UE Sant Andreu.

## Personnalités du club

### Présidents du club
- Antonio Gomila (2004 - 2008)
- Francisco Segarra (2008 - ?)

### Anciens joueurs du club
- Vicente Engonga
- Torres Mestre